# Ada Sari
Ada Sari (29 de juny de 1886 - 12 de juliol de 1968) fou una soprano, actriu i professora de cant polonesa. Va cantar als millors teatres d'òpera i sales de concert d'Europa durant la primera meitat del segle xx. Els seus papers predilectes van incloure Gilda a Rigoletto, Mimì a La Bohème, Rosina a El Barber de Sevilla, Violetta a La traviata, i paper del títol a Lakmé i Lucia di Lammermoor. També va fer gires de concert per Amèrica del Nord i del Sud.
Sari va gaudir d'un tracte gran de popularitat entre les audiències i els crítics i va ser batejada com "La Reina de coloratura" i la "nova Patti" per la premsa italiana. Durant la seva carrera va aparèixer al costat de cantants famosos com Mattia Battistini, Beniamino Gigli, Aureliano Pertile, Titta Ruffo i Tito Schipa per anomenar-ne uns quants. Va col·laborar amb molts directors ben coneguts com a Sergei Koussevitzky, Tullio Serafin i Arturo Toscanini. També va aparèixer en concerts amb molts intèrprets ben coneguts, com Fritz Kreisler, Wilhelm Backhaus, i Pau Casals.

## Vida i carrera
Nascuda amb el nom de Jadwiga Szayer a Wadowice, Sari era filla d'Edward Szayer, un conegut advocat, i de la seva dona Franciszka, de soltera Chybińska. Quan tenia tres anys es va traslladar amb la seva família a Stary Sącz, on el seu pare va obrir un bufet d'advocats i finalment va exercir com a alcalde durant disset anys. Després de completar la seva educació primària, va estudiar solfeig i cant de manera privada a Cieszyn i Cracòvia. El 1905 va ser admesa a una escola de música privada a Viena dirigida per la comtessa Pizzamano. De 1907 a 1909 va estudiar a Milà amb Antonio Rupnick.
Sari va debutar en l'òpera professional l'any 1909 com a Marguerite al Faust de Charles Gounod al "Teatro Nazionale" de Roma. Va passar els tres anys següents actuant als principals teatres d'òpera d'Itàlia com La Scala, el "Teatro Comunale di Bologna"", La Fenice i el "Teatro della Pergola". Entre 1912 i 1914 va tenir grans èxits al Teatre Lirico Giuseppe Verdi, al Teatre Donizetti de Bèrgam, al "Teatro Dal Verme", al Teatre Regio de Parma, al Teatre del Giglio, al teatre d'òpera de Brescia i al Teatre de San Carlo. A aquest últim teatre, va ser una Berthe molt admirada a Le prophète de Giacomo Meyerbeer i Arsena a Der Zigeunerbaron. També va cantar Santuzza a Cavalleria rusticana de Mascagni i Nedda a Pagliacci de Leoncavallo sota les batues dels seus respectius compositors a Alexandria.
A principis de 1914, Sari va fer una interpretació molt elogiada de l'heroïna del títol a Thaïs de Jules Massenet al Gran Teatre de Varsòvia. També va aparèixer en aquella casa com a Tamara a The Demon d'Anton Rubinstein amb Mattia Battistini al paper principal. A la primavera de 1914, Sari es va embarcar en una llarga gira de concerts per Rússia amb un grup de cantants italians que va incloure estades prolongades a Moscou i Sant Petersburg per a representacions d'òpera als teatres Mariinsky i Bolxoi. La gira, que es va originar a Varsòvia, també es va aturar per a actuacions a Lemberg, Kíev i Cracòvia.
Mentre Sari estava de gira, va esclatar la Primera Guerra Mundial i la soprano va decidir acceptar un contracte a l'Òpera Estatal de Viena a la tardor de 1914, ja que aquella ciutat no s'enfrontava a cap amenaça militar immediata. Va marxar d'allà a la tardor de 1916 per unir-se a la llista de cantants de l'òpera de Líiv. Després d'un any allà va tornar al Gran Teatre de Varsòvia on les seves representacions incloïen Lucia, Marguerite de Valois a Les Huguenots i Konstanze a Die Entführung aus dem Serail.
Acabada la Primera Guerra Mundial, Sari va actuar molt a Sud-amèrica, sobretot des de 1918 al Teatre Colón de Buenos Aires. El 1921 va emprendre una gira de concerts per Amèrica del Nord, que va incloure aparicions al Carnegie Hall de Nova York i a l'edifici Auditorium de la Universitat Roosevelt de Chicago. Toscanini la va convidar a retratar la reina de la nit a La flauta màgica per a l'obertura de la temporada 1923-1924 de La Scala.
Durant la dècada següent va fer una sèrie de gires de concerts triomfals per Europa i Amèrica del Nord i va visitar regularment Polònia. El 1934 es va traslladar de nou a Varsòvia, on va cantar amb freqüència al Teatre Wielki. Durant la Segona Guerra Mundial va dirigir un estudi d'òpera clandestina a Varsòvia, i després de la guerra va cantar amb les companyies d'òpera de Wrocław i Cracòvia, a més de donar concerts i emissions. Va cantar diverses temporades al Gran Teatre del Liceu de Barcelona. Mentre encara actuava, va començar a ensenyar el 1936 i també tenia molt talent en aquest camp. Moltes cantants conegudes com Halina Mickiewiczówna de Larzac, Bogna Sokorska, Urszula Trawińska-Moroz, Maria Foltyn es van graduar de la seva classe.

## Mort
Es va retirar dels escenaris l'any 1947 i es va dedicar íntegrament a la docència durant molts anys. Va morir d'un atac de cor als 82 anys durant la seva estada en un sanatori de Ciechocinek el 1968.

## El record
Des de 1985, el Festival i Concurs Internacional d'Artista Vocal Ada Sari se celebra anualment a la ciutat de Nowy Sącz, Voivodat de la Petita Polònia, en honor al llegat musical d'Ada Sari. Està organitzat pel Centre Cultural SOKÓŁ Lesser Poland (en polonès: Małopolskie Centrum Kultury SOKÓŁ). L'actual directora del festival és Małgorzata Walewska, que va assumir aquest càrrec l'any 2014.

## Enllaçose externs
- Małgorzata Komorowska: Sari Ada Arxivat 2019-03-28 a Wayback Machine.. In: Polski słownik biograficzny. Vol. 35. (en polonès)